# エレーナ・コスチュチェンコ
エレーナ・ゲナージエヴナ・コスチュチェンコ（ロシア語: Еле́на Генна́дьевна Костюче́нко、英語: Elena Gennadyevna Kostyuchenko、1987年9月25日-）は、ロシアのジャーナリスト・LGBTの権利活動家。新聞社ノーヴァヤ・ガゼータの調査報道を担当。現ロシア連邦ヤロスヤヴリ出身。
2011年、コスチュチェンコは記者として初めてパンク・ロック・バンドのプッシー・ライオットやカザフスタンで発生したジャナオゼン虐殺について報じた。彼女はまた、論議を呼んだヒムキの森を横断する12車線高速道路の建設計画に対する反対運動を取材し、ウクライナ東部のドネツク・ルガンスク両共和国におけるロシア人戦闘員の存在を暴露した。
コスチュチェンコはこれまで、彼女のジャーナリズムと積極的行動に対する報復として、襲撃や拘束を何度か経験している。

## 経歴
モスクワからほど遠くない街、ヤロスラヴリで生まれ、16歳には同市の地方紙に勤務していた。彼女はのちに「ジャーナリストとして働きはじめたときには、崇高な大志をいだいていませんでした……ただ冬用のバックル付きブーツを買いたかっただけなんです。私の家族は貧乏でした。6か月のあいだ学校の清掃をするか、それでなければ地方新聞のためになにか書くしか選択肢がありませんでした。それで、地方新聞でなにかを書くことにしたんです」と語っている。その後、彼女は『ノヴァヤ・ガゼータ』紙に掲載されたアンナ・ポリトコフスカヤによるチェチェン共和国に関する記事を読む。イギリスの新聞『ガーディアン』は、『ノヴァヤ・ガゼータ』を「クレムリンの権力に一貫して批判的な最後の重要な出版物」であり、「他のおおくのロシアのテレビや新聞と違い、プーチン[大統領]の指図に従わない、真のジャーナリズムに打ち込んでいる新聞」と評した。ポリトコフスカヤの記事は、コスチュチェンコにとって驚くべきものだった。彼女は「私は驚きました。このロシアという国と、この国で起こっていること、そのすべてについて私が誤解していたことに気付きました」と語っている。
コスチュチェンコはモスクワへと移り住み、モスクワ大学でジャーナリズムについて学び、17歳になるとノーヴァヤ・ガゼータ社でインターンとして働くようになった。正社員として働くようになった彼女は、同新聞社史上一番若いメンバーであった。コスチュチェンコは、ポリトコフスカヤが暗殺された2006年10月から2年半後、当時を振り返って次のように語っている。「私は、彼女が私のアイドルだったことについて一度も告げていなかったことに気づきました」。コスチュチェンコはまた、「職場に来て、同僚を見て考える：次はだれか？」と考えるようになったため、今では彼女の同僚全員を讃えていると語った。
2011年のゲイ・プライド・パレードにおいて、コスチュチェンコは殴打され、病院に搬送された。
コスチュチェンコは、2011年12月に起きたジャオナゼン虐殺についての情報封鎖を破った最初のジャーナリストとなった。
ロシア下院で同性愛宣伝禁止法の第一読会が行われた日の前日にあたる2013年1月24日、ティーホン・ジャトコと彼の兄弟フィリップは、ドーシチの番組「ジャトコ・スリー」において、コスチュチェンコにインタビューをおこなった。コスチュチェンコは同週の初めに参加した「キスの日」について論じた。このアクションは、「異性愛者、同性愛者、カップル、独身者、そして、大切な誰かがいる人たちがいっしょに下院議会に行き、キスする相手がいない場合は隣に立っている人と抱き合う」というものだった。結果として、ロシア正教会の活動家や他の人々から参加者に対する暴力が起きた。「友人の2人が鼻を折られました」と彼女は語った。「そして、私のガールフレンドがめった打ちにされました」。彼女はデモについて尋ねられ、「何かアクションを起こすことは、ただ家のなかで座り下院議員たちが私たちのことを二級市民と宣言するのを待つよりも、いつだって良いことです」と答えた。彼女は「私はロシアにおけるLGBT活動の中心ではありません。実際、私はあまり活動をしていません――他に多くの仕事があります。ただ、この1週間は、それに集中しています。なぜなら、私の人生が長い間深刻な影響を受けることは明白であり、ロシアの何百万人ものゲイやレズビアンの人々の人生も同様に影響を受けるからです」と強調した。
2013年5月、コスチュチェンコはモスクワで行われたゲイ・プライド集会に参加した容疑により拘束された。
同年9月、コスチュチェンコは、同性愛をアルコール依存症や薬物乱用と同等の扱いとし、児童をゲイの両親から引き離す法案に投票した、クローゼットのロシアの政治家たちを「暴露」するとTwitter上で脅迫した。彼女はさらに「これは警告である。彼らは私たちの人生を破壊しようとしているが、私たちは彼らを破壊する」とツイートした。コスチュチェンコは、ロシアの国会議員がおこなっている、公には知られていない同性愛の行為を明らかにすることは、「核爆弾」であり、「最後の手段」としてのみ使用すべきだとしていたが、ゲイやレズビアンの親から子供を引き離す予定の法案がすでに提出されていることを考慮して、「その時は来た」と述べた。彼女は、ロシア下院で同法案の第一読会を行う日に、クローゼットの下院議員についての報告書を公開すると約束した。
2014年2月、コスチュチェンコはモスクワの赤の広場での抗議活動中、約10人のLGBT活動家と共に逮捕された。ソチオリンピックの開会式が行われている間、彼らはレインボーフラッグを掲げながらロシアの国歌を歌った。釈放後、コスチュチェンコは、警察が事前に彼女の電話を盗聴して抗議活動を知っており、待ち構えていたと疑っていると述べた。彼女は、抗議活動の直前に集会場所を変え、新しい場所を電話やテキストメッセージでのみ伝えたが、それらが傍受されていたと信じていると語った。
2014年6月、コスチュチェンコは、ウクライナのドネツィク空港での戦闘中に死亡したロシア民兵の遺体の帰国をロシア当局が隠蔽しようとしていると報じた。
2014年11月、ラジオ・フリー・ヨーロッパは、ロシアのSNS、フコンタクテで活動する支援団体「チルドレン・404」（ロシア語で「ヂェーチ-404」）について報じ、同グループはLGBTの若者に対して「安全な仮想空間を提供する」ことを目指していると説明した。コスチュチェンコはこれを「今現在のロシアのLGBTコミュニティにとって、最も優れ、最も人道的なプロジェクト」と評価し、新たなロシアの反同性愛「プロパガンダ」法の下では「最も脆弱な社会集団はLGBTの若者です」と述べた。「この法律によれば、LGBTの若者は存在しない」と付け加えた。
2018年、コスチュチェンコは、コロンビア大学のハリマン研究所でポール・クレブニコフ・ロシア市民社会フェローを務めた。
2022年2月24日、ロシアによるウクライナ侵攻の初日にウクライナに向かい、5週間滞在。ウクライナ南部オデッサやムィコラーイウ州の前線を取材したのち、ヘルソンでロシア軍が地元住民を誘拐し、拷問して情報を聞き出していることを知った。コスチュチェンコは誘拐された地元住民42名の名前や秘密刑務所の位置を突き止め、記事で情報公開を行った。その掲載によってノーヴァヤ・ガゼータは活動停止に追い込まれている。同年3月、同紙編集長のドミトリー・ムラトフは、親クレムリン派チェチェン武装勢力がコスチュチェンコを捕まえて殺害するよう命令を受けたという情報を得て、ウクライナから出国するよう彼女を説得した。
コスチュチェンコはロシアに戻らずヨーロッパを転々とした後にベルリンに身を隠していたが、同年10月に体調を崩した。診察した医師が毒物投与を疑い、調査ジャーナリストのロマン・ドブロホトフに会った際にザ・インサイダーやベリングキャットがヨーロッパでの服毒事件を調査中で、ロシアの女性ジャーナリストが犠牲者であることを知らされたという。体調不良のなか執筆活動を続けており、2023年10月に著書「I Love Russia: Reporting from a Lost Country」が出版された。

## ジャーナリズム観
コスチュチェンコは「もし我々がニュー・ソーシャル・ジャーナリズムは目的を持っていると言えるのならば、その目的とはすべての人々に声を与えることです」と語っている。彼女はまた、ロシア人は「我々の国[ロシア]で何が起きているのか全く知りません……なぜなら、ローカル・メディアはおのおのの地方当局によってほぼ完全に破壊されており、よって我々ロシア人はそれぞれの地域で何が起きているのか知らないからです」と、インタビューに答えている。コスチュチェンコはさらに、真に迫ったテレビ報道を行なう地方放送局の少なさについて不平をもらしつつ、ただインターネットのみが地方におけるルポルタージュといえるものを幾分か供給していると語っている。

## 受賞歴
- 2013年5月、ジャナオゼン抗議についてのルポータージュにより、カザフスタンで「自由」賞が授与された7人のうちの1人に選ばれた[4]。
- ノルウェーで、2013年フリット・オルド賞（英語版）（フリー・ワード）を授与された[23]。
- コスチュチェンコは、2015年オスロ・フリーダム・フォーラム（英語版）で弁士を務めた[5]。
- 2015年、欧州報道賞（英語版）から優秀著作賞を授与された[24]。